# Society for Photographing Relics of Old London
Society for Photographing Relics of Old London wurde 1875 in London gegründet. Ihr Ziel war es, das alte London fotografisch zu dokumentieren.
Die Society for Photographing Relics of Old London (SPROL) wurde im Jahre 1875 von einem Londoner Freundeskreis ins Leben gerufen. Unter der Leitung von Alfred Marks, sollten die Oxford Arms in der Nähe der St Paul’s Cathedral dem Vergessen entrissen werden. Als die Existenz der fotografischen Serie der Oxford Arms, die von Alfred & John Bool angefertigt wurde, in einem Brief an Die Times bekannt gemacht wurde, hatte dies eine so positive Resonanz, dass zwölf Jahre lang zwölf Serien über die alte Architektur Londons, bestehend aus insgesamt 120 im Pigmentdruckverfahren hergestellten fotografischen Abbildungen, in Auftrag gegeben wurden.
Die komplette Serie befindet sich heute in der Sammlung der Royal Academy of Arts, wo 2010 einige ausgewählte Abbildungen gezeigt wurden. Anfangs von Alfred & John Bool ausgeführt, übernahmen Henry Dixon und sein Sohn Thomas James Dixon später die fotografische Ausführung der Serie.